# 赵素卿
赵素卿（1970年2月—），女，汉族，山西盂县人，中华人民共和国政治人物。现任民革山西省委副主委，阳泉市人大常委会副主任。第十四届全国政协委员。